# Список війн за участю Угорщини
У цій статі наведено неповний перелік війн за участю Угорщини, угорського народу і регулярної угорської армії в період коли існували незалежні угорські держави.
У переліку вказана назва конфлікту, дата, протиборчі сторони та його результат:
      Перемога Угорщини
      Поразка Угорщини
      Інший результат (Мирний договір або невизначений результат, статус кво, результат громадянської війни, невідомий результат)
      Незавершений конфлікт

## Мадярські племена
Нижче наведено перелік війн за участю Мадярських племен
| Дата                 | Конфлікт                                | Союзники                    | Противники | Результат |
| -------------------- | --------------------------------------- | --------------------------- | --- | --- |
| Близько 830          | Мадярсько–хозарська війна               | Мадяри                      | Хозарський каганат | Перемога |
| 894                  | Болгарсько-візантійська війна (894—896) | Візантійська імперія Мадяри | Перше Болгарське царство | Невизначений результат. - Обмежена участь Мадяр |
| (836) 862–(993) 1001 | Подальші вторгнення Мадяр в Європу      | Мадяри                      | Італійське королівство Східне Франкське королівство Серединне королівство Велика Моравія Візантійська імперія Каталонські графства Аль-Андалус Перше Болгарське царство Хозарія Західне Франкське королівство Паннонська Хорватія Приморська Хорватія Хорватське королівство Королівство Сербія Волохи | Евентуальна перемога. - Утворення Угорського королівства - Зникнення Великоморавської держави - Мадьяри не змогли просунутися в глиб Європи.                                                                                    |
| Близько 895—902      | Угорські вторгнення в Європу            | Мадяри                      | Східна Франція Велика Моравія Перше Болгарське царство Південні Слов'яни Волохи | Евентуальна перемога. - Захоплення Мадьярами території сучасної Угорщини; Мадьярські племена осіли. - Мадьяри не змогли просунутися в глиб Європи. - Карпати займають Уличі і Тиверці, що заблокувало Мадьярам доступ до Сходу. |
| 960                  | Угорцсько-сербська війна (960)          | Мадяри                      | Сербське царство | Перемога. |

## Угорське князівство
Нижче наведено перелік війн за участю Угорського князівства.
| Дата     | Конфлікт                                               | Союзники                                     | Противники                                         | Результат            |
| -------- | ------------------------------------------------------ | -------------------------------------------- | -------------------------------------------------- | -------------------- |
| 997      | Коппаньське повстання                                  | Князівство Угорщина Священна Римська імперія | Сили під керівництвом Коппаня                      | Повстання придушено. |
| 1003     | Кампанія Штефана I проти Дьюли III                     | Об'єднане Угорське військо                   | Трансільванське військо під керівництвом Дьюли III | Вдала кампанія.      |
| 1008 (?) | Кампанія Штефана I проти Охтума, вождя племен у Банаті | Об'єднане Угорське військо                   | Військо під керівництвом Айтонія                   | Вдала кампанія.      |

## Угорське королівство за часів правління династиї Арпадів
Нижче наведено перелік війн за участю Угорського Королівство за часів правління династії Арпадів.
| Дата         | Конфлікт                                                              | Союзники                                                         | Противники                                                                           | Результат                                                |
| ------------ | --------------------------------------------------------------------- | ---------------------------------------------------------------- | ------------------------------------------------------------------------------------ | -------------------------------------------------------- |
| 1017–1018    | Угорсько-польська війна                                               | Угорське королівство                                             | Королівство Польське                                                                 | Безвихідне положення.                                    |
| Близько 1018 | Атака Печенігів на Угорщину.                                          | Угорське королівство                                             | Печеніги                                                                             | Перемога.                                                |
| 1018         | Угорсько-болгарська війна                                             | Угорське королівство Візантія                                    | Перше Болгарське царство                                                             | Перемога.                                                |
| 1030–1031    | Похід Конрада ІІ в Угорщину                                           | Угорське королівство                                             | Священна Римська імперія                                                             | Перемога.                                                |
| 1041         | Повстання короля Петра                                                | Угорське королівство                                             | Угорські дворяни                                                                     | Повстання придушено.                                     |
| 1042–1043    | Німецько-угорські війни                                               | Угорське королівство                                             | Священна Римська імперія                                                             | Поразка.                                                 |
| 1044         | Перша кампанія Генріха ІІІ в Угорщину - Битва біля Менфі              | Угорське королівство                                             | Священна Римська імперія Король Петро і його союзники                                | Поразка. - Петро Орселло знову стає правителем Угорщини. |
| 1046         | Війна між королем Петром та принцом Андрієм                           | Угорське королівство Військо Петра Орселло                       | Військо під керівництвом Андрія І Київська Русь                                      | Перемога Андрія І.                                       |
| 1046         | Повстання Вати                                                        | Угорське королівство                                             | Сили повстанців-язичників                                                            | Повстання придушено.                                     |
| 1051–1052    | Друга кампанія Генріха ІІІ в Угорщину                                 | Угорське королівство                                             | Священна Римська імперія Князівство Богемія                                          | Перемога.                                                |
| 1056–1058    | Німецько-угорські прикордонні конфлікти                               | Угорське королівство                                             | Священна Римська імперія                                                             | Безвихідне становище. - Статус-кво.                      |
| 1060         | Війна між королем Андрієм і принцом Белою                             | Угорське королівство                                             | Військо під керівництвом Бели І Королівство Польське                                 | Перемога Бели І                                          |
| 1061         | Друге язичницьке повстання                                            | Угорське королівство                                             | Сили повстанців-язичників                                                            | Повстання придушено.                                     |
| 1068         | Вторгнення печенігів в Угорщину                                       | Угорське королівство                                             | Печеніги                                                                             | Перемога.                                                |
| 1071–1072    | Угорсько-візантійська війна                                           | Угорське королівство                                             | Візантія                                                                             | Перемога.                                                |
| 1074         | Війна між королем Соломоном та його двоюрідними братами Гезою і Ласло | Угорське королівство Священна Римська імперія Князівство Богемія | Військо Гези Королівство Польське                                                    | Повстання придушено.                                     |
| 1075         | Кампанія Генріха IV на Угорщину                                       | Угорське королівство                                             | Священна Римська імперія Військо Соломона                                            | Перемога.                                                |
| 1085         | Вторгнення печенігів в Угорщину                                       | Угорське королівство                                             | Печеніги Військо Соломона                                                            | Перемога.                                                |
| 1091         | Вторгнення печенігів в Угорщину                                       | Угорське королівство                                             | Печеніги                                                                             | Перемога.                                                |
| 1091         | Угорська окупація Хорватії                                            | Угорське королівство                                             | Хорватське королівство                                                               | Перемога.                                                |
| 1093–1097    | Повстання Петар Савича                                                | Угорське королівство                                             | Повстанські сили під керівництвом Петар Савича.                                      | Повстання придушено.                                     |
| 1096         | Оборонні операції Втручання Кальмана проти Хрестоносців               | Угорське королівство                                             | Хрестоносці                                                                          | Перемога.                                                |
| 1098–1099    | Втручання Кальмана в міжосібний конфлікт на Русі.                     | Угорське королівство Військо Давида Ігоровича                    | Військо Мстислава Святославовича Печеніги                                            | Поразка.                                                 |
| 1105         | Облога Зари і окупація Угорцями Далмації                              | Угорське королівство                                             | Далмаціанські міста · Венеційська республіка                                         | Перемога.                                                |
| 1108         | Війна Угорщини проти Священної Римської Імперії                       | Угорське королівство                                             | Священна Римська імперія Князівство Богемія                                          | Перемога.                                                |
| 1108–1126    | Угорсько-богемська війна                                              | Угорське королівство                                             | Князівство Богемія                                                                   | Мирний договір.                                          |
| 1115–1119    | Угорсько-венеційська війна                                            | Угорське королівство                                             | Венеційська республіка                                                               | Поразка.                                                 |
| 1123 рік.    | Втручання Бели II у конфлікт на Русі                                  | Угорське королівство Галицьке князівство                         | Київська Русь                                                                        | Відступ.                                                 |
| 1124–1125    | Угорсько-венеційська війна                                            | Угорське королівство                                             | Венеційська республіка                                                               | Поразка.                                                 |
| 1127–1129    | Візантійсько-угорська війна (1127–1129)                               | Угорське королівство Сербське князівство                         | Візантія                                                                             | Мирний договір.                                          |
| 1132         | Угорсько-польська війна.                                              | Угорське королівство Австрійське маркграфство                    | Королівство Польське                                                                 | Перемога.                                                |
| 1136–1137    | Кампанія Бели II на Венецію                                           | Угорське королівство                                             | Візантія · Венеційська республіка                                                    | Перемога.                                                |
| 1146         | Німецько-угорська війна                                               | Угорське королівство                                             | Баварське курфюрство Австрійське князівство                                          | Перемога.                                                |
| 1148–1155    | Угорсько-Візантійські війни                                           | Угорське королівство Сербське князівство                         | Візантія                                                                             | Безвихідне становище.                                    |
| 1149–1152    | Втручання Гези ІІ у конфлікт на Русі.                                 | Угорське королівство Київська Русь                               | Галицьке князівство                                                                  | Мирний договір.                                          |
| 1162–1165    | Війни між Стефаном III та його дядьками Владиславом і Стефаном        | Угорське королівство Священна Римська імперія                    | Війська Ладислава і Штефана Візантія                                                 | Перемога Стефана ІІІ                                     |
| 1167         | Битва під Сірмієм                                                     | Угорське королівство Боснійський Банат                           | Візантія Сербське князівство                                                         | Поразка союзників.                                       |
| 1180–1184    | Угорсько-візантійська війна                                           | Угорське королівство                                             | Візантійська імперія                                                                 | Перемога.                                                |
| 1188–1189    | Кампанія Бели III на Галицьке князівство                              | Угорське королівство                                             | Галицьке князівство                                                                  | Перемога.                                                |
| 1197–1199    | Війна між королем Імріхом та його братом Андрієм                      | Війська під керівництвом Амеріка                                 | Війська Андрія II                                                                    | Перемога Андрія II                                       |
| 1201–1205    | Реванш Імріха в боротьбі за престол                                   | Угорське королівство                                             | Війська під керівництвом Амеріка Друге Болгарське царство Сербське князівство Боснія | Перемога Андрія II                                       |
| 1202         | Облога Зари                                                           | Угорське королівство                                             | Гусари · Венеційська республіка                                                      | Поразка                                                  |
| 1213–1214    | Перший рейд Андрія II на Галицьке князівство                          | Угорське королівство                                             | Галицьке князівство                                                                  | Поразка.                                                 |
| 1217–1218    | Участь Андрія II у П'ятому хрестовому поході                          | Угорське королівство Австрійське ерцгерцогство Латинська імперія | Аюбіди                                                                               | Відхід.                                                  |
| 1219         | Другий рейд Андрія II на Галицьке князівство                          | Угорське королівство                                             | Галицьке князівство                                                                  | Поразка.                                                 |
| 1233–1234    | Третій рейд Андрія II на Галицьке князівство                          | Угорське королівство                                             | Галицьке князівство                                                                  | Поразка.                                                 |
| 1237         | Боснійський хрестовий похід                                           | Угорське королівство                                             | Боснійський Банат                                                                    | Поразка.                                                 |
| 1241–1242    | Перше монгольське вторгнення в Угорщину                               | Угорське королівство                                             | Монгольська імперія                                                                  | Поразка.                                                 |
| 1243         | Облога Задара (1243)                                                  | Угорське королівство                                             | Венеційська республіка                                                               | Поразка.                                                 |
| 1246         | Битва на річці Лейті                                                  | Угорське королівство                                             | Австрійське ерцгерцогство                                                            | Перемога.                                                |
| 1250–1278    | Угорсько-чеські війни                                                 | Угорське королівство Священна Римська імперія                    | Богемське королівство Австрійське князівство                                         | Перемога.                                                |
| 1264–1265    | Боротьба Бели IV проти його сина Штефана                              | Військо під керівництвом Белли IV                                | Військо під керівництвом Штефана V                                                   | Перемога Штефана.                                        |
| 1268         | Мачвайська війна                                                      | Угорське королівство                                             | Королівство Сербія                                                                   | Мирний договір.                                          |
| 1272–1279    | Феодальна анархія в Угорщині.                                         | Ладислава IV Ксаки                                               | Козегі Гудкеледи                                                                     | Перемога.                                                |
| 1277         | Угорсько-сербський конфлікт                                           | Угорське королівство                                             | Королівство Сербія                                                                   | Перемога.                                                |
| 1277         | Війна Угорщини з волошським родом Літовоїв.                           | Угорське королівство                                             | Військо Літовоїв                                                                     | Перемога.                                                |
| 1282         | Кипчацьке повстання                                                   | Угорське королівство                                             | Кипчаки                                                                              | Перемога.                                                |
| 1285         | Друге монгольське вторгнення в Угорщину                               | Угорське королівство                                             | Золота Орда                                                                          | Перемога.                                                |
| 1291         | Німецько-угорська війна                                               | Угорське королівство                                             | Священна Римська імперія                                                             | Перемога.                                                |
| 1292–1300    | Війна Андрія III Угорського проти угорського роду Козегі              | Угорське королівство                                             | Козегі                                                                               | Перемога Андрія III Угорського                           |

## Феодальна роздробленість
Нижче наведено перелік війн періоду феодальної роздробленності в Угорщині.
| Date      | Conflict                           | Allies                                                | Enemies                                                                          | Result                                                          |
| --------- | ---------------------------------- | ----------------------------------------------------- | -------------------------------------------------------------------------------- | --------------------------------------------------------------- |
| 1301-1308 | Боротьба за престол в Угорщині     | Сили під керівництвом Карла I Анжуйського Союзні сили | Богемське королівство Союзні сили                                                | Перемога Карла I Анжуйського.                                   |
| 1310-1321 | Боротьба за централізацію Угорщини | Сили під керівництвом Карла I Анжуйського             | Сили під керівництвом Матуша Чака Терчанського Козегі Рід Аба Рід Борса Рід Апор | Перемога Карла I Анжуйського. - Централізація влади в Угорщині. |

## Друге Угорське королівство
Нижче наведено перелік війн Другого Угорського незалежного королівства..
| Дата                 | Конфлікт                                                       | Союзники                                                                              | Противники                                                           | Результат                                                     |
| -------------------- | -------------------------------------------------------------- | ------------------------------------------------------------------------------------- | -------------------------------------------------------------------- | ------------------------------------------------------------- |
| 1321-1324            | Угорсько-сербська війна                                        | Угорського Королівство Боснійський банат                                              | Королівство Сербія                                                   | Поразка.                                                      |
| 1322-1337            | Угорсько-австрійська війна                                     | Угорське королівство Боснійський банат                                                | Австрійське герцогство Священна Римська імперія Козегі               | Статус-кво.                                                   |
| 1330                 | Угорсько-волоська війна                                        | Угорське королівство                                                                  | Князівство Валахія                                                   | Поразка.                                                      |
| 1345-1358            | Угорсько-венеційська війна                                     | Угорське королівство                                                                  | Венеційська республіка                                               | Перемога.                                                     |
| 1345                 | Ординський рейд в Угорщину                                     | Угорське королівство                                                                  | Золота Орда                                                          | Перемога. - Вигнання ординського війська з території Молдови. |
| 1347-1349, 1350—1352 | Угорсько-неаполітанська війна                                  | Угорське королівство Боснійський банат                                                | Неаполітанське королівство                                           | - Спочатку — перемога; Потім — Статус-кво.                    |
| 1360-1369            | Велика війна Людовіка І                                        | Угорське королівство                                                                  | Сербська імперія Друге Болгарське царство Волощина Боснійський банат | Невизначений результат.                                       |
| 1366–1526            | Турецько-угорська війна                                        | Угорське королівство Хорватське королівство Молдавське князівство Князівство Валлахія | Османська імперія                                                    | Вирішальна поразка. - Розподіл Угорського королівства.        |
| 1372–1381            | Війна Кіоджи                                                   | Угорське королівство Падуя Генуезька республіка Австрійське герцогство                | Венеційська республіка · Османська імперія · Мілан                   | Поразка.                                                      |
| 1384-1394            | Війна між дворянством, королевою Марією та королем Сигізмундом | Угорського Королівство                                                                | Хорваті                                                              | Перемога короля Сізігмунда.                                   |
| 1409-1411            | Польсько-литовсько-тевтонська війна                            | Угорського Королівство Хрестоносці                                                    | Королівство Польське Велике князівство Литовське                     | Поразка.                                                      |
| 1411–1433            | Угорсько-венеційська війна                                     | Угорського Королівство Мілан                                                          | Венеційська республіка                                               | Поразка. - Далмація стає частиною Венеції.                    |
| 1419–1434            | Гуситські війни                                                | Угорського Королівство Священна Римська імперія                                       | Гусити                                                               | Перемога. - Повстання гуситів придушено.                      |
| 1437                 | Бунт Будая Надь Антала                                         | Угорського Королівство                                                                | Трансильванські селяни                                               | Перемога. - Повстання придушено.                              |
| 1440-1442            | Громадянська війна між Владиславом І і Владиславом Посмертним  | Угорські дворяни Королівство Польське                                                 | Угорські дворяни                                                     | Мирний договір. - Владислав І стає королем Угорщини.          |
| 1465–1471            | Гуситські повстання на території Північної Угорщини            | Угорського королівство                                                                | Гусити                                                               | Перемога. - Повстання гуситів придушено.                      |
| 1467                 | Угорсько-молдавська війна - Битва при Баї                      | Угорського королівство                                                                | Молдавське князівство                                                | Поразка.                                                      |
| 1468–1478            | Богемська війна                                                | Угорського королівство                                                                | Богемське королівство                                                | Перемога. - Ольмюцівський договір.                            |
| 1477–1488            | Австрійсько-угорська війна                                     | Угорського Королівство                                                                | Богемське королівство                                                | Перемога.                                                     |
| 1492–1493            | Повстання Чорної Армії                                         | Угорського королівство                                                                | Чорна армія                                                          | Повстання придушено.                                          |
| 1514                 | Селянське повстання під керівництвом Дєрдя Дожи                | Угорського королівство                                                                | Сили під керівництвом Дєрдя Дожи                                     | Повстання придушено.                                          |

## Османська Угорщина
Нижче наведено перелік повстань та інших конфліктів за часів угорців у складі Османської імперії.
| Дата      | Конфлікт           | Перша сторона     | Друга сторона                        | Результат                                                                                         |
| --------- | ------------------ | ----------------- | ------------------------------------ | ------------------------------------------------------------------------------------------------- |
| 1697-1699 | Повстання Гедьяльї | Османська імперія | Повстанці під керівництвом Хедьяльї. | Перемога. - Звільнення усієї Угорщини (За винятком найпівденніших територій) від Османської Влади |

## Третє Угорське королівство
Нижче наведено перелік війн за участю Третього Угорського незалежного королівства.
| Дата            | Конфлікт                          | Перша сторона | Друга сторона                  | Результат                                                                                           |
| --------------- | --------------------------------- | --- | ------------------------------ | --------------------------------------------------------------------------------------------------- |
| 1703–1711 роки. | Повстання Ракоці                  | Угорського королівство Трансильванське князівство Французьке королівство                                                                           | Священна Римська імперія Данія | Поразка.                                                                                            |
| 1716–1718 роки. | Австро-турецька війна (1716—1718) | Угорського королівство · Венеційська республіка · Іспанська Імперія · Священна Римська Імперія · Португальська імперія · Папські держави · Гайдуки | Османська імперія              | Перемога. - Остаточне звільнення півдня Угорщини у 1717 році. - Угорщина входить до складу Австрії. |

## Австрійська Угорщина
Нижче наведено перелік повстань та інших конфліктів угорців у складі Австрійської імперії.
| Дата      | Конфлікт                          | Перша сторона                         | Друга сторона                                 | Результат                       |
| --------- | --------------------------------- | ------------------------------------- | --------------------------------------------- | ------------------------------- |
| 1784-1785 | Повстання Хорії, Клошки і Крішана | Австрійська імперія Угорські дворяни  | Сили під керівництвом Хоріі, Клошки і Крішана | Повстання придушено.            |
| 1848—1849 | Війна за незалежність Угорщини    | Австрійська імперія Російська імперія | Рух «Молода Угорщина»                         | Поразка. - Повстання придушено. |

## Австро-Угорщина
Нижче наведено перелік війн за участю Австро-Угорщини.
| Дата      | Конфлікт                                        | Перша сторона | Друга сторона | Результат                                                           |
| --------- | ----------------------------------------------- | --- | --- | ------------------------------------------------------------------- |
| 1869      | Крівошійське повстання                          | Австро-Угорщина | Сили Крівошійських повстанців | Повстання придушено.                                                |
| 1878      | Австро-угорське завоювання Боснії і Герцеговини | Австро-Угорщина | Родові клани в Боснії і Герцеговині Османська імперія | Перемога. - Боснія і Герцеговина входить до складу Австро-Угорщини. |
| 1899-1901 | Боксерське повстання                            | Японська імперія Британська імперія Російська імперія Франція Сполучені Штати Америки Німецька імперія Австро-Угорщина Італія | Спільнота праведної гармонії · Імперія Цін | Перемога.                                                           |
| 1914-1918 | Перша світова війна                             | Німецька імперія Австро-Угорщина Османська імперія Болгарське царство                                                         | Франція Британська імперія Російська імперія США Сполучені Штати Америки Китай Королівство Італія Японська імперія Канада Австралія Нова Зеландія Британська Індія Південно-Африканський союз Сербське князівство Румунське королівство Бельгія Греція Португалія Бразилія | Поразка. - Кінець Австро-Угорщини                                   |

## Угорська радянська республіка
Нижче наведено перелік війн за участю Угорської радянської республіки.
| Дата | Конфлікт                 | Перша сторона        | Друга сторона         | Результат |
| ---- | ------------------------ | -------------------- | --------------------- | --------- |
| 1919 | Угорсько-румунська війна | Угорське королівство | Румунське королівство | Поразка.  |

## Угорське королівство
Нижче наведено перелік війн за участю Угорського королівства.
| Дата      | Конфлікт                         | Перша сторона        | Друга сторона                         | Результат                                                   |
| --------- | -------------------------------- | -------------------- | ------------------------------------- | ----------------------------------------------------------- |
| 1921      | Західноугорське повстання        | Угорське королівство | Гарда Боснійські і Арабські волонтери | Евентуальна перемога.                                       |
| 1939      | Словацько-угорська війна         | Угорське королівство | Словаччина                            | Перемога.                                                   |
| 1939      | Угорсько-українська війна (1939) | Угорщина             | Карпатська Україна                    | Перемога. - Карпатська Україна входить до складу Угорщини.  |
| 1939-1945 | Друга світова війна              | Країни осі           | Антигітлерівська коаліція             | Поразка. - Кінець Третього Рейху - Кінець Японської імперії |

## Угорська народна республіка
Нижче наведено перелік війн за участю Угорської народної республіки.
| Дата | Конфлікт                                                  | Перша сторона                                                                                     | Друга сторона                          | Результат                           |
| ---- | --------------------------------------------------------- | ------------------------------------------------------------------------------------------------- | -------------------------------------- | ----------------------------------- |
| 1956 | Угорська революція (1956)                                 | Угорська Народна республіка СРСР                                                                  | Сили угорських революціонерів          | Поразка революціонерів.             |
| 1968 | Вторгнення військ Варшавського договору до Чехословаччини | СРСР Угорська Народна республіка Німецька Демократична Республіка Польська Народна Республіка НРБ | Чехословацька Соціалістична Республіка | Перемога. - Окупація Чехословаччини |

## Сучасна Угорщина
Нижче наведено перелік війн за участю сучасної Угорщини
| Дата      | Конфлікт            | Перша сторона | Друга сторона     | Результат |
| --------- | ------------------- | --- | ----------------- | --------- |
| 2001-2021 | Війна в Афганістані | Афганістан Австралія Австрія Азербайджан Албанія Бахрейн Бельгія Болгарія Боснія і Герцеговина Велика Британія Вірменія Греція Грузія Данія Естонія Ірландія Ісландія Іспанія Італія Йорданія Канада Латвія Литва Люксембург Північна Македонія Малайзія Монголія Нідерланди Німеччина Нова Зеландія Норвегія ОАЕ Південна Корея Польща Португалія Румунія Сальвадор Сінгапур Словаччина Словенія США Тонга Туреччина Угорщина Україна Фінляндія Франція Хорватія Чехія | Талібан Аль-Каїда | Перемога. |